# Asbury Park Press
L’Asbury Park Press est un quotidien du matin  américain publié à Neptune et couvrant l'actualité des comtés de Monmouth et Ocean, dans le New Jersey. Il existe depuis 1879.